# Vanilla Sky (zespół muzyczny)
Vanilla Sky – włoska grupa muzyczna utworzona w 2002 roku, grająca pop punk. Ich debiutancki album Play It If You Can't Say It został wydany 6 listopada 2002. Jak na razie wydali trzy albumy.

## Historia
Spotkali się w Rzymie, we Włoszech, na rozpoczęciu nowego projektu wzorującego się na nowym, amerykańskim, punk stylu. Nagrali demo "Play It If You Can't Say It" z pięcioma utworami i zaczynali grać koncerty na żywo. Ich demo sprzedało się w dwa miesiące zwracając uwagę włoskiego punk rocka i powstanie wytwórni Wynona Records.
W 2003 roku podpisali pierwszą umowę z Wynona Records. Ich płyta "Too Loud For You" została wkrótce wydana i przyczyniła się do powstania kolejnej płyty "The Rest Is History".

## Skład
- Vincenzo Mario Cristi (Vinx) – wokale, gitara (2002-obecnie)
- Daniele Brian Autore (Brian) – wokale, gitara (2002-obecnie)
- Jacopo Volpe (Jacopo) – perkusja (2009-obecnie)
- Francesco Sarsano (Cisco) – bass (2002-2009, 2012-obecnie)

Byli członkowie:
- Luca Alessandrelli (Luketto) – perkusja (2002-2009)
- Antonio Filippelli (Antonio) – bass (2009-2012)

## Dyskografia

### Albumy
- 2002 – Play It If You Can't Say It
- 2003 – Too Loud for You
- 2003 – The Rest Is History
- 2004 – Waiting for Something
- 2004 – Play It If You Can't Say It
- 2006 – Vanilla Sky – Tour Edition
- 2007 – Changes - (Universal Music)
- 2007 – Changes – Edizione Speciale
- 2010 – Fragile
- 2011 – Punk is Dead
- 2012 - The Band Not The Movie

### Single
- 2004 – Distance
- 2007 – Break It Out / 6come6 (Wersja w języku angielskim i włoskim)
- 2007 – Umbrella (Rihanna Cover)
- 2008 – Goodbye / Se Vuoi Andare Vai (Wersja w języku angielskim i włoskim)
- 2010 – Just Dance (Lady Gaga Cover)
- 2010 – On Fire / Vivere Diversi (Wersja w języku angielskim i włoskim)
- 2010 – Frames / Attimi (Wersja w języku angielskim i włoskim)
- 2011 – First Last Kiss / L'ultimo Primo Bacio (Wersja w języku angielskim i włoskim)
- 2012 – 1981 (Wersja w języku angielskim i włoskim)